# أنخيل غاستون دياز
أنخيل غاستون دياز (بالإسبانية: Ángel Gastón Díaz)‏ (26 مارس 1981 بلوماس دي ثامورا في الأرجنتين - ) هو لاعب كرة قدم أرجنتيني في مركز الوسط. لعب مع تيغري ولوس أنديس ونادي براشوف ونادي بياترا نيامتس وClub Atlético Colegiales (Argentina) ‏ وسارمينتو دي خونين ونادي أتليتيكو ألدوسيفي.

## وصلات خارجية
- أنخيل غاستون دياز على موقع قاعدة بيانات كرة القدم.إي يو (الإنجليزية)
- أنخيل غاستون دياز على موقع Soccerway.com (الإنجليزية)
- أنخيل غاستون دياز على موقع عالم كرة القدم.نت (الإنجليزية)